# Buthiers (rivière)
Pour les articles homonymes, voir Buthiers.
La Buthiers est une rivière française du département de la Haute-Saône, en Bourgogne-Franche-Comté. Il s'agit d'un affluent en rive droite de l'Ognon, donc un sous-affluent du Rhône par la Saône.

## Géographie
La longueur de son cours d'eau est de 13,1 km.
La Buthiers prend sa source à Rioz, au sud du Bois d'Anthon, près des lieux-dits la Bourotte et les Grandes Bruyères, à 275 m d'altitude
La Buthiers conflue en rive droite dans l'Ognon au niveau de Buthiers (d'où son nom), à moins de 100 m de la limite de la commune de Voray-sur-l'Ognon, et à 215 m d'altitude.

### Communes et cantons traversés
Dans le seul département de la Haute-Saône, la Buthiers traverse les six communes suivantes, de l'amont vers l'aval, de Rioz (source), Neuvelle-lès-Cromary, Sorans-lès-Breurey, Perrouse, Voray-sur-l'Ognon, Buthiers (confluence).
Soit en termes de cantons, la Buthiers prend source et conflue dans le même canton de Rioz, dans l'arrondissement de Vesoul.

### Bassin versant
La Buthiers traverse une seule zone hydrographique 'L'Ognon de la Linotte au ruisseau de la Baume inclus' (u105) de 1 589 km2 de superficie. Ce bassin versant est constitué à 50,65 % de « forêts et milieux semi-naturels », à 45,68 % de « territoires agricoles », à 3,32 % de « territoires artificialisés », à 0,36 % de « surfaces en eau ».

### Organisme gestionnaire
L'Organisme gestionnaire est le SMAMBVO ou Syndicat Mixte d’Aménagement de la Moyenne et de la Basse Vallée de l’Ognon, fusion, le 1er janvier 2013, des deux syndicats suivants, le Syndicat Mixte d’Aménagement de la Basse Vallée de l’Ognon, créé en 1971, et le Syndicat Mixte d’Aménagement de la Moyenne Vallée de l’Ognon, créé en 1969. Un second contrat de rivière est en cours d'élaboration en 2015 pour une durée de cinq ans.

## Affluent
La Buthiers a un seul affluent référencé
- Le Ruisseau des Ermites (rd), 1,6 km[5] est un ruisseau de la Haute-Saône, situé dans le canton de Rioz, prenant sa source à 300 mètres d'altitude et se jetant dans la rivière La Buthiers entre Rioz et Sorans-lès-Breurey.

### Rang de Strahler
Son rang de Strahler est donc de deux.

## Galerie

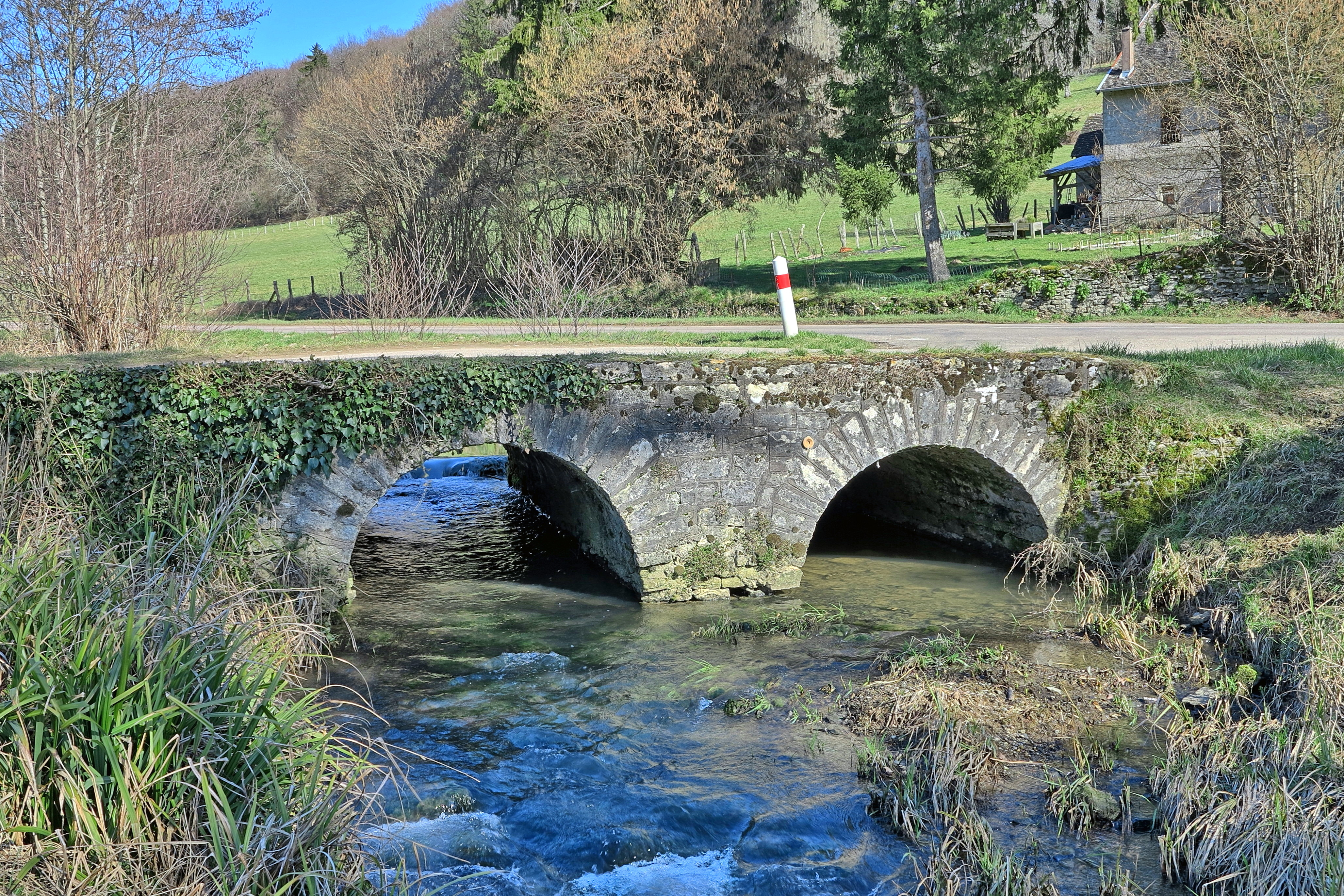
La Buthiers au pont de Sorans-lès-Breurey.
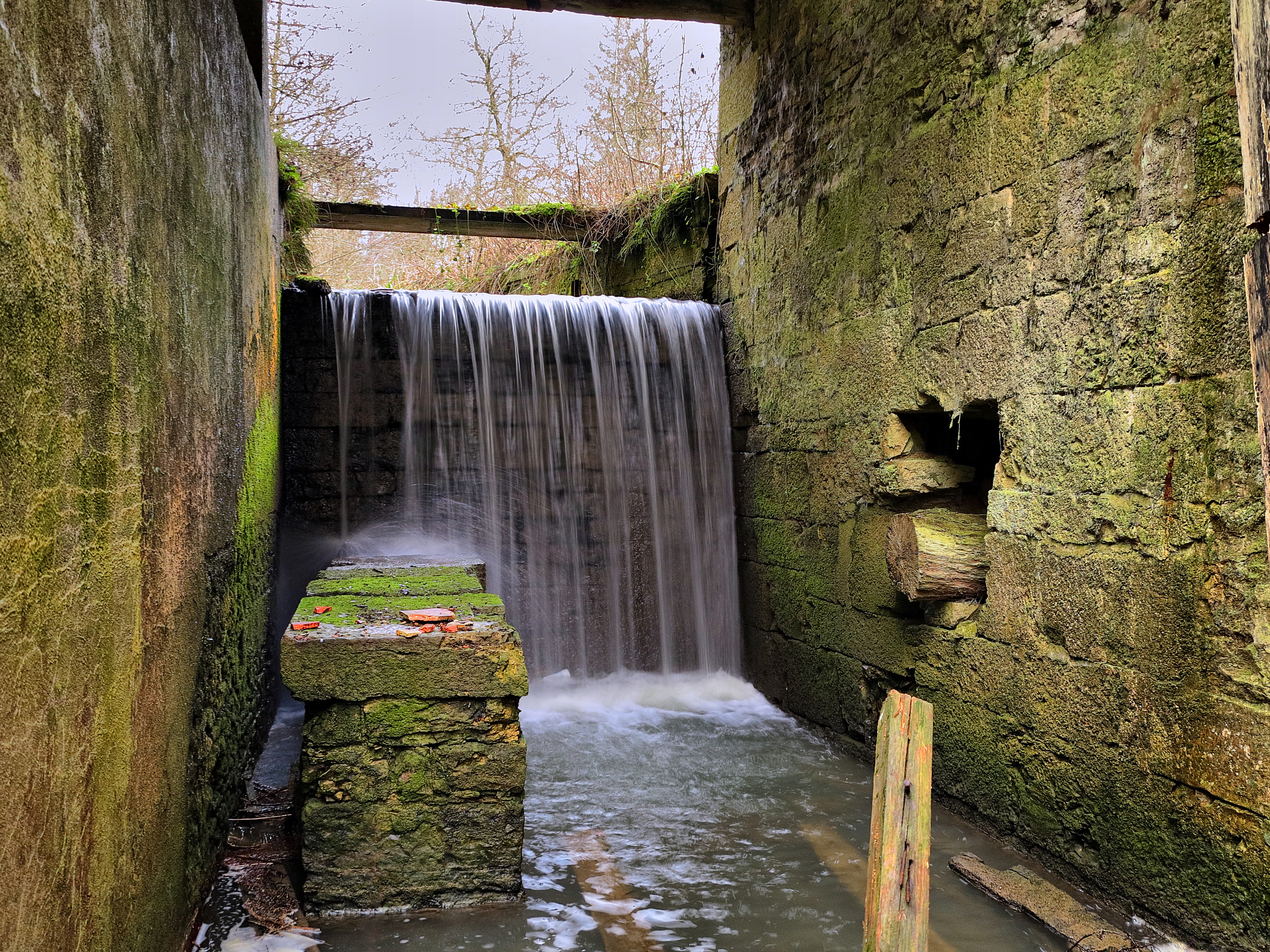
La Buthiers au moulin de la maison forte de Sorans-lès-Breurey.